# 沙浴
沙浴（英語：dust bathing 或 sand bathing）是一種動物行為，其特徵是在塵土、乾土或沙中滾動或移動，可能的目的是去除毛皮、羽毛或皮膚上的寄生蟲。 沙浴在哺乳動物和鳥類物種中是廣泛出現的健康維護行為。 對於某些動物而言，必須進行沙浴以保持健康的羽毛、皮膚或皮毛，類似於在水中沐浴或在泥漿中打滾。 在一些哺乳動物中，沙浴可能是一種以（個體獨有的特別）氣味標示領域或釋放費洛蒙的憑藉方式。

## 鳥類

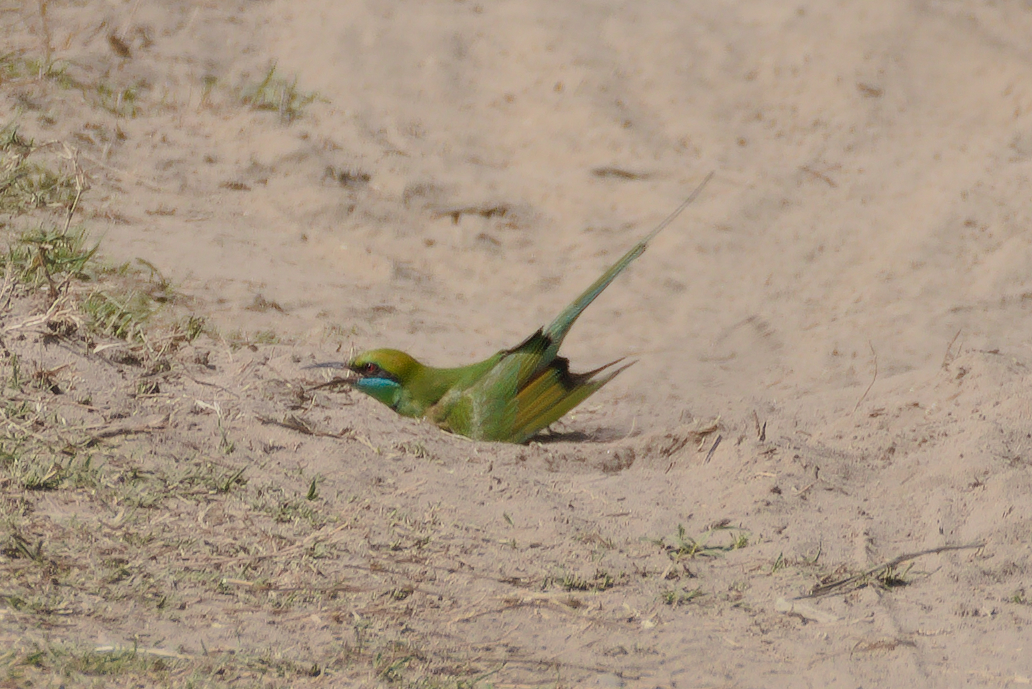
沙浴中的綠喉蜂虎

鳥類沙浴時會蹲伏貼近地面，用力扭動身體同時拍翼。這個動作能將沙土揚到空中，當鳥展開翅膀時，便能讓落下的沙土跌入羽毛之間，與底下的皮膚接觸。沙浴後，鳥通常會晃動全身以鬆起羽毛，然後用喙理羽。
一些鳥會集體沙浴，例如珠頸翎鶉。這種鳥十分合群，沙浴是牠們每天的群體活動之一。牠們會選擇一片剛翻過的而且較軟的地面，然後用下腹鑽入泥土中約2至5厘米（1至2寸）的深度，再在凹陷處扭動、拍翼和鬆起羽毛，令塵土飛揚。牠們貌似偏好在陽光充足的地方沙浴。鳥類學家透過觀察牠們沙浴後在土中留下的圓形凹痕（一些直徑達7至15厘米，即3至6寸），能得知範圍內有珠頸翎鶉出沒。
沒有尾脂腺的鳥類（例如鴯鶓、鷸鴕、鴕鳥和鴇）依賴沙浴以保持羽毛健康和乾爽。

### 家雞
現時有大量關於母雞沙浴行為的研究。一般沙浴時，母雞會首先用爪和喙挖地，然後豎起羽毛並蹲低。坐下後，牠們有以下的四大行為，分別是：垂直揮動翅膀、摩擦頭部、用喙耙地和單腳抓地。母雞會搖動身體，將積聚在羽毛之間的塵土連同羽毛上的多餘脂質帶走，使全身羽毛維持良好的阻隔作用，並減少外寄生物的數量。

## 哺乳類

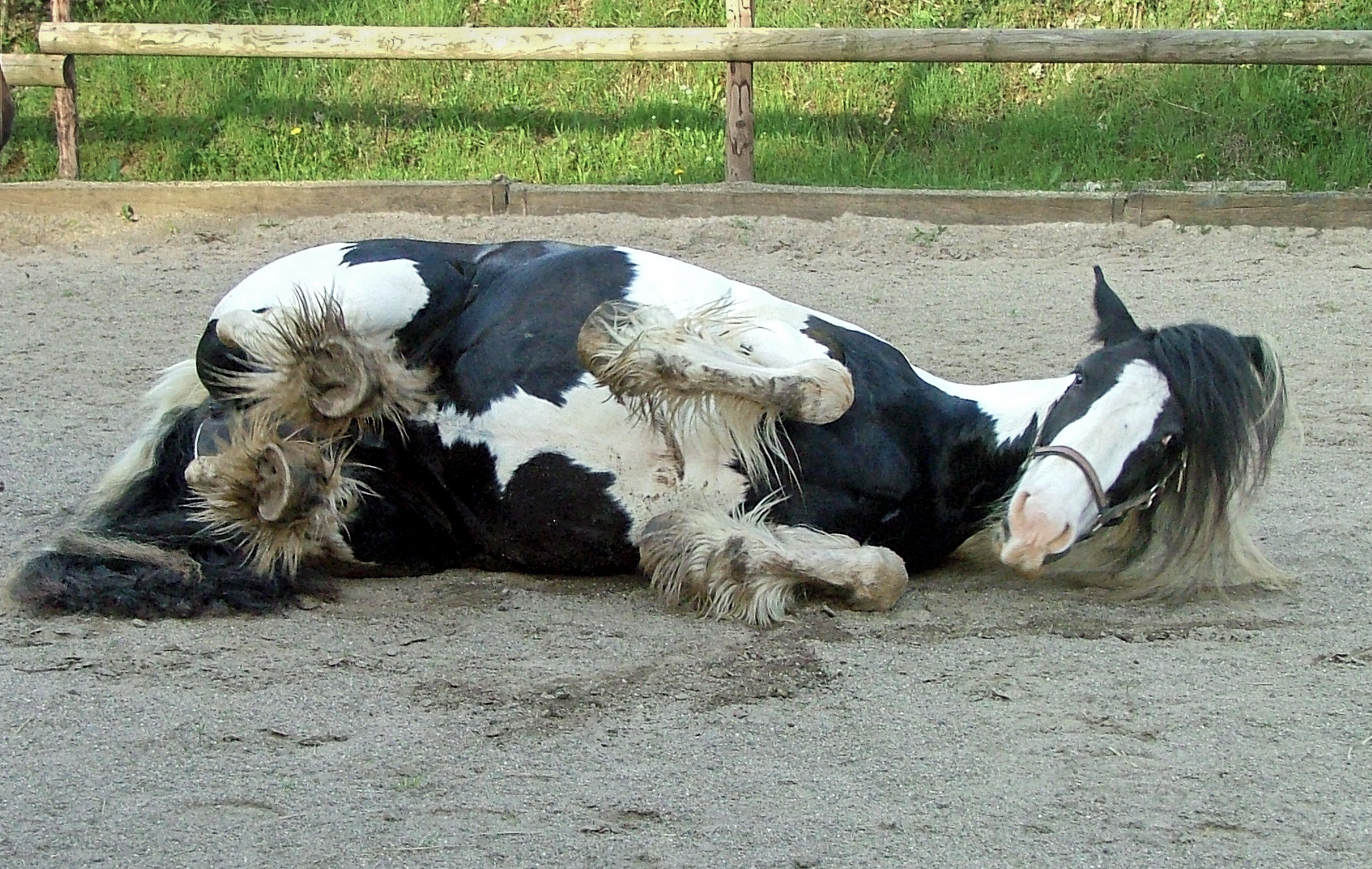
一匹沙浴中的馬

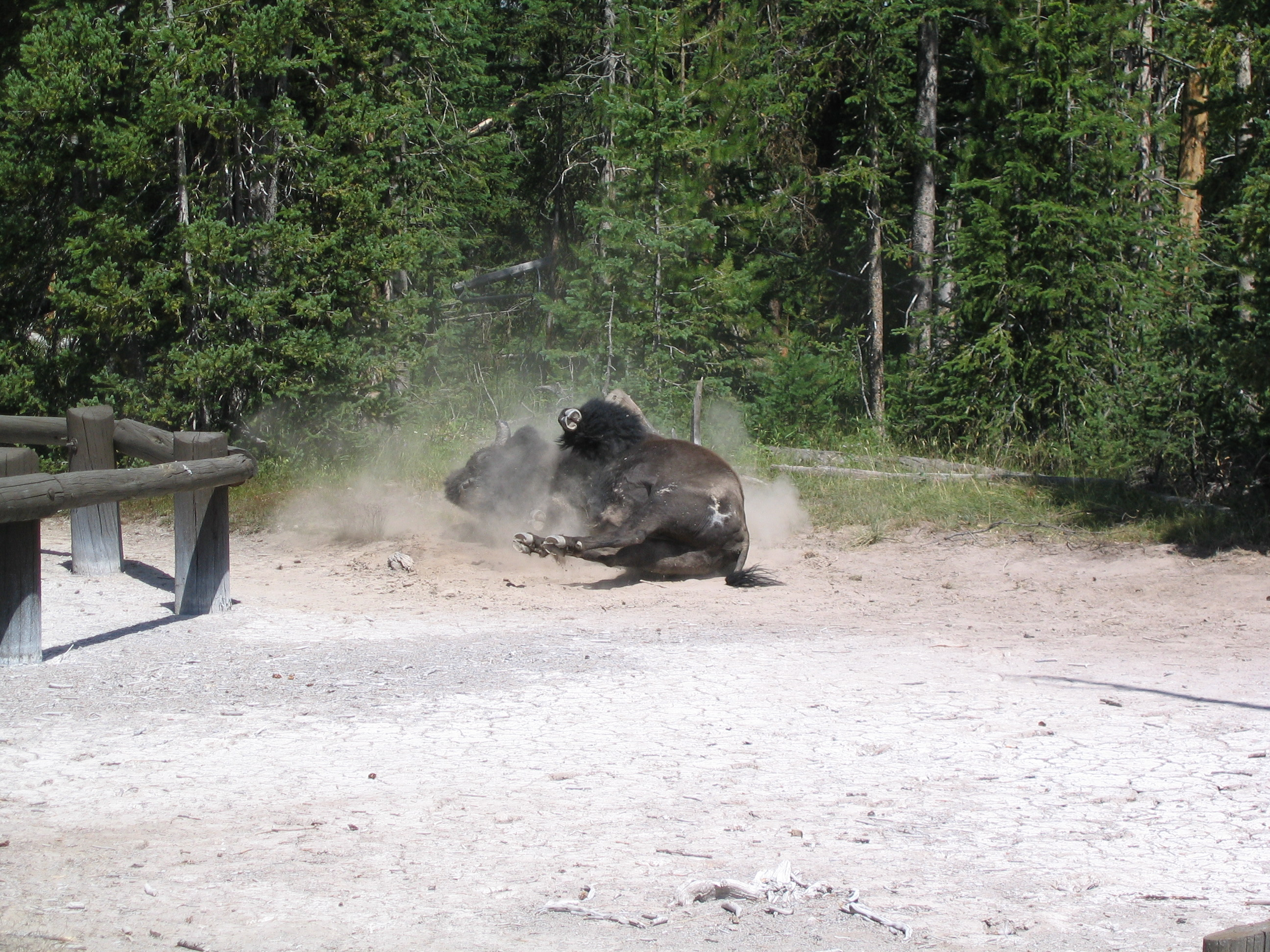
在黃石公園沙浴中的北美野牛

很多哺乳類動物會在沙或泥中翻滾，大概是為了預防寄生蟲侵襲，或者在運動後或濕身之後弄乾身體。傳統上，馬廄設有沙池，亦即是一個鋪滿深沙的馬房或院子，供賽馬馬匹在運動後使用。
沙浴對一些哺乳類動物而言具溝通功能，例如智利八齒鼠（Octodon degus）和長耳跳鼠（Euchoreutes naso）。貝爾丁地松鼠（Urocitellus beldingi）也可能是其中之一，因為牠們會在沙浴場地留下「刺鼻」的氣味。有研究指出，泥水浴（一種類似沙浴的行為）可能具有體溫調節、提供防曬、控制外寄生蟲和標記氣味等功能。

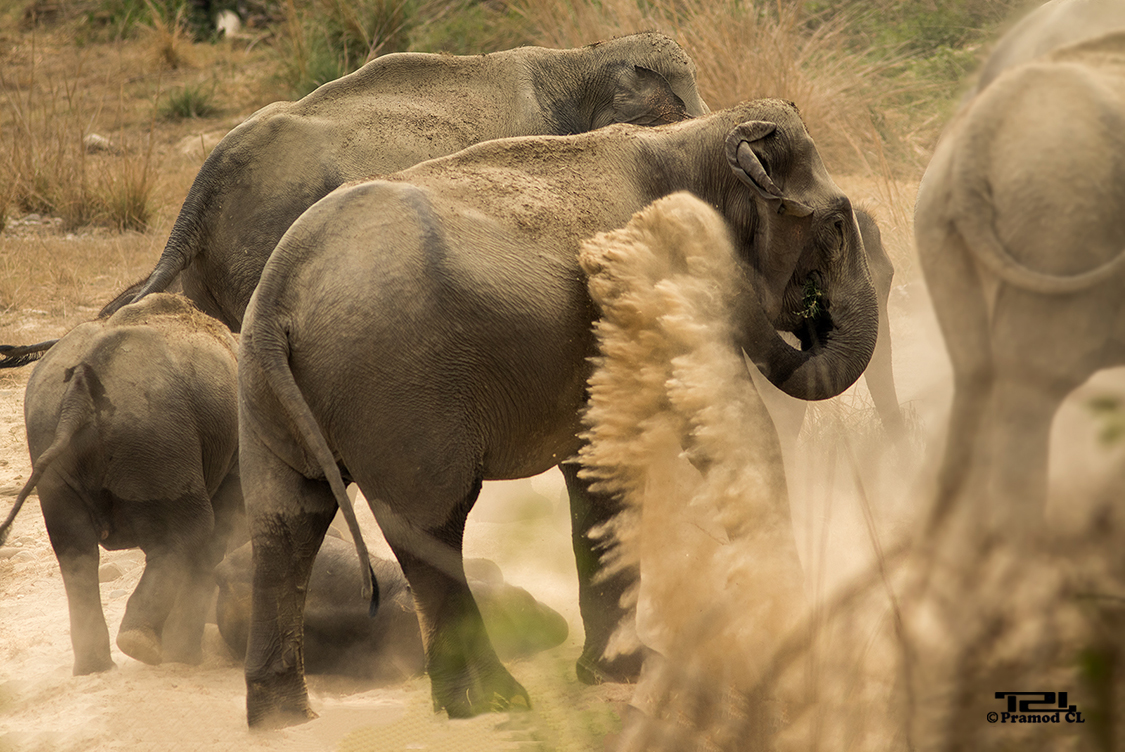
沙浴中的象

會進行沙浴的哺乳類有：
- 野牛
- 南非地松鼠
- 毛絲鼠
- 家貓
- 狗
- 八齒鼠
- 象
- 長爪沙鼠
- 倉鼠
- 馬
- 跳鼠
- 更格盧鼠
- 大羊駝
- 家豬
- 草原犬鼠

## 外部連結
- 维基共享资源上的相關多媒體資源：鳥類沙浴
- 维基共享资源上的相關多媒體資源：馬隻在沙中或草地上翻滾